# Fsck
시스템 유틸리티 fsck(file system consistency check의 준말)는 유닉스, 유닉스 계열 운영 체제(예: 리눅스, macOS, FreeBSD)의 파일 시스템의 무결성을 검사하기 위한 도구이다. 비슷한 명령어인 CHKDSK는 마이크로소프트 윈도우와 MS-DOS에 존재한다.

## 발음
발음에 대한 합의는 없다. "F-S-C-K", "F-S-check", "fizz-check", "F-sack", "fisk", "fizik", "F-sick", "F-sock", "F-sek", "feshk" "fsk", "fix", "farsk" 또는 "fusk"로 발음이 가능하다.

## 사용
일반적으로 fsck는 부팅 시간에 자동으로 수행되거나 시스템 관리자에 의해 수동으로 수행될 수 있다. 이 명령어는 디스크에 저장된 데이터 구조에 대해 직접 동작하며 사용 중인 특정 파일 시스템에 내부적으로 특정하여 동작한다. 즉, 파일 시스템에 맞추어진 fsck 명령어는 일반적으로 필수적이다. 여러 fsck 구현체의 정확한 동작들은 다양할 수 있으나 이들은 일반적으로 통일된 순서의 내부 동작을 준수하며 통일된 명령 줄 인터페이스를 사용자에게 제공한다.

## 예제
다음의 예제는 /ur 파티션에 마운트되도록 구성된 파일 시스템을 검사한다. 파일 시스템은 먼저 언마운트 상태여야 한다:
```
 
fsck
 
/usr

```

다음의 예는 mdadm 소프트웨어 RAID 장치의 리눅스 JFS 파일 시스템을 검사한다:
```
 
fsck
 
-t
 
jfs
 
/dev/md0

```

## 같이 보기
- 유닉스 명령어 목록
- 파일 시스템 목록